# Khalid Mohammed Sabbar
Khalid Mohammed Sabbar (23 febbraio 1973) è un ex calciatore iracheno, di ruolo difensore.

## Carriera
Con la Nazionale irachena ha partecipato ai Coppa d'Asia 1996.

## Palmarès

### Club
- Campionato iracheno: 3

Al-Zawraa: 1995-96
Al-Shorta: 2002-03
Arbil: 2006-07
- Coppa dell'Iraq: 1

Al-Zawraa: 1995-96